# La Géométrie

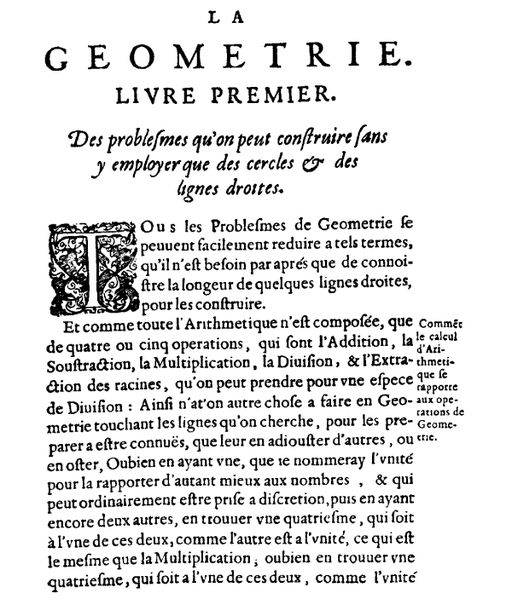
La Géométrie de 1637.

La Géométrie foi publicado em 1637 como um apêndice de Discours de la méthode (Discurso sobre o método), escrito por René Descartes. No Discurso, ele apresenta seu método para obter clareza sobre qualquer assunto. La Géométrie e dois outros apêndices, também por Descartes, La Dioptrique (Óptica) e Les Météores (Meteorologia), foram publicados com o Discourse para dar exemplos dos tipos de sucesso que ele alcançou seguindo seu método (bem como, talvez, considerando o clima social europeu contemporâneo de competitividade intelectual, para mostrar um pouco a um público mais amplo).